# 3 inch M1918
Il 3 inch M1918 era un cannone antiaereo statunitense entrato in servizio nel 1918 e rimasto operativo fino al 1930, quando fu sostituito dal 3 inch M3. Quest'ultimo fu rimpiazzato dal pezzo da 90 mm M1 appena prima dell'inizio della seconda guerra mondiale. Il M3 venne anche adattato al ruolo di cannone da carro armato, equipaggiando il cacciacarri M10 Wolverine.

## Il predecessore: 3 inch M1917

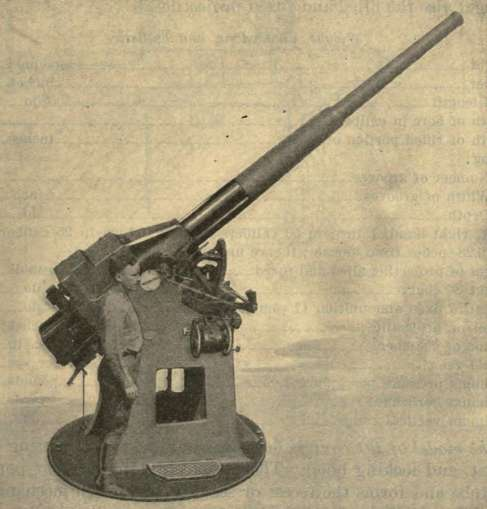
3 inch M1917.

Il 3 inch M1917 fu il primo cannone antiaereo dedicato dell'US Army, entrato in servizio durante la prima guerra mondiale. Furono costruiti pochi esemplari, in quanto rapidamente sostituito dalla sua versione su affusto trainato, il 3 inch M1918 appunto, considerato più versatile e realizzato in grandi quantità.
Lo sviluppo del cannone M1917 iniziò nel 1915 e, come indica il nome, impiegò due anni per entrare in servizio. Il cannone era una bocca da fuoco da 3 inch M1903 (76,2 mm L/55) da difesa costiera sostanzialmente immodificata, incavalcata su un nuovo affusto fisso dotato di un grande elevazione. Entro aprile 1919 furono completati 116 esemplari, parte dei quali usati durante la guerra in postazione fissa. Dopo la guerra, la maggior parte dei cannoni venne schierata nelle installazioni dell'US Army Coast Artillery Corps. Nell'immediato primo dopoguerra intanto era stato sviluppata la versione 3 inch M2 con anima interna sostituibile. Nel 1928 l'arma venne ulteriormente migliorata con la versione 3 inch M4, dotata di un'anima sostituibile più spessa, più semplice da produrre. Tuttavia sia la M2 che la M4 vennero prodotte in quantità limitate. Le versioni M1917, M2 e M4 rimasero in servizio anche durante la seconda guerra mondiale.

## Storia del 3 inch M1918

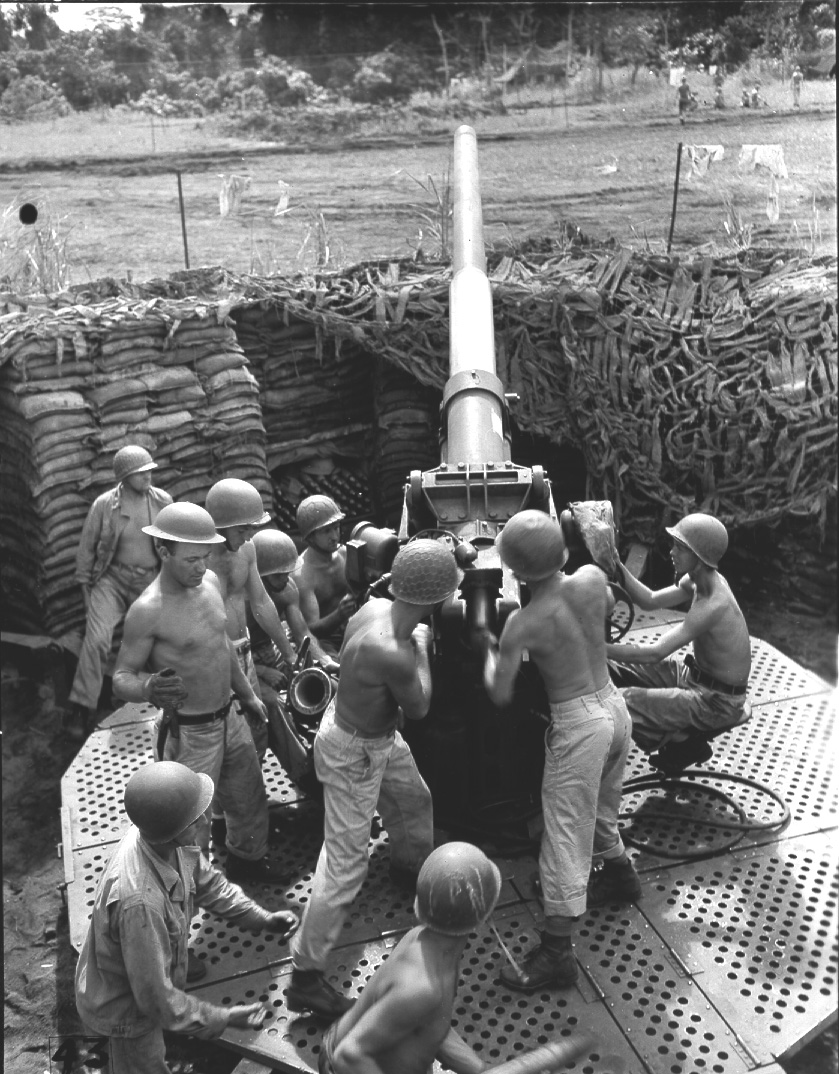
Serventi con il loro 3 inch M3 presso New Fighter Strip, Dobodura, Nuova Guinea.

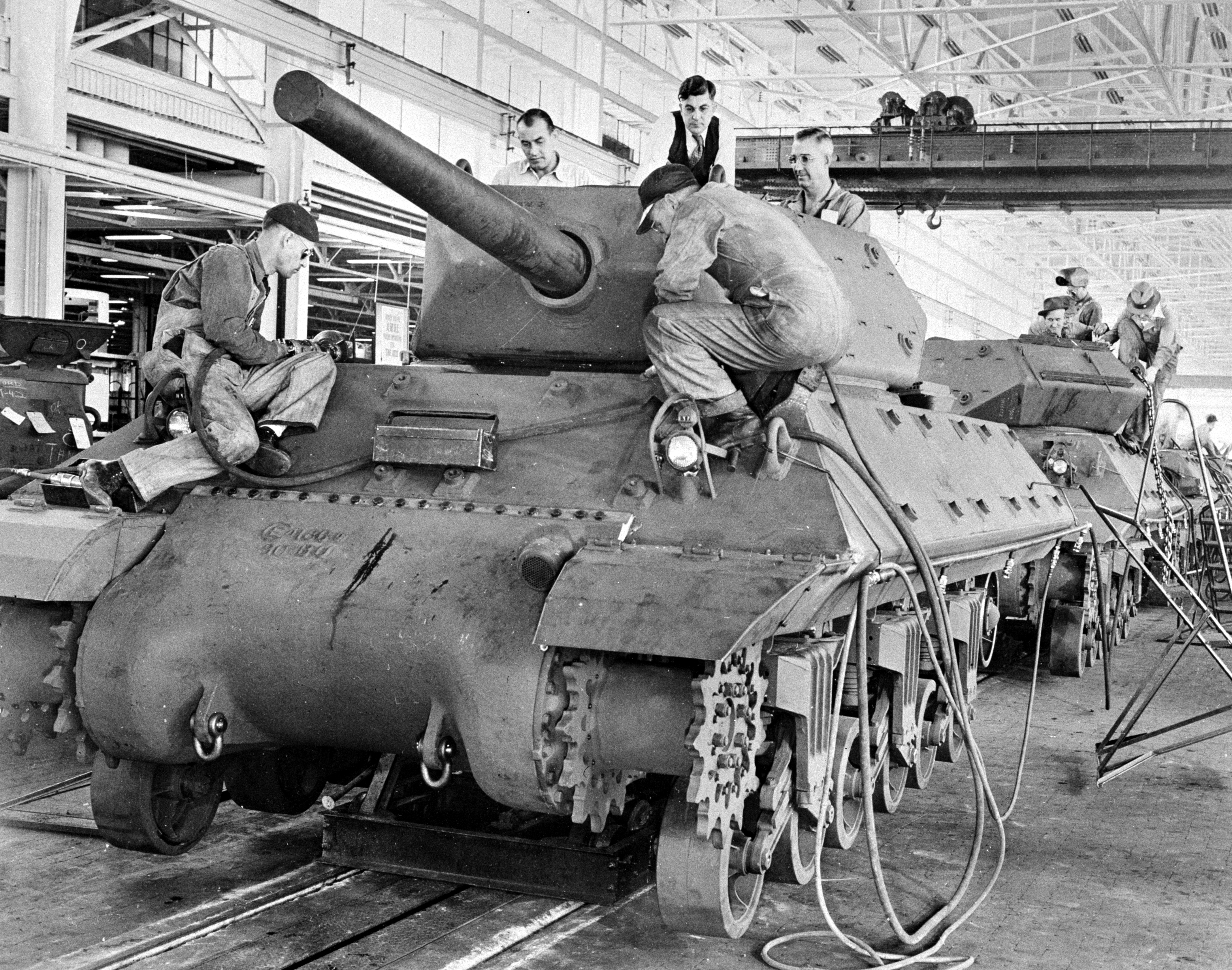
Un cacciacarri M10, armato del cannone 3 inch1918 anticarro, sulla line aid produzione del Detroit tank arsenal.

Poiché gli originali cannoni costieri erano troppo pesanti come artiglieria mobile, venne sviluppata la versione alleggerita 3 inch M1918, basata sul pezzo da 3 inch M1898, predecessore più piccolo del M1903. Quest'arma aveva una canna lunga 50 calibri invece di 55 ed un blocco di culatta più leggero con una differente cartuccia 76,2 × 585 mm R da 3,474 litri in luogo della 76,2 × 690 mm R da 4,801 litri. La canna del M1918 era ulteriormente accorciata a 40 calibri ed era dotata di otturatore semiautomatico, che si apriva automaticamente dopo lo sparo. Come successo per il M1917, anche per il M1918 venne approntata nel 1927 una versione con anima rimovibile e canna da 50 calibri, denominata 3 inch M1 e, l'anno successiva, la versione M3 con anima rimovibile più spessa. Nel 1931 iniziò lo sviluppo della versione migliorata T8, seguita dalla T9, ma entrambe vennero cancellate nel 1938 quando venne selezionato come sostituto il 90 mm M1.
Nel settembre 1940 venne lanciato un progetto per adattare il cannone da 3 pollici al ruolo controcarri, sviluppato a partire dal modello sperimentale T9 equipaggiato però con culatta, freno di sparo ed affusto dell'obice da 105 mm M101. Questo pezzo venne accettato in servizio come 3 inch M5.
Un derivato simile del T9, il 3 inch M6, pensato per l'installazione sul semovente d'artiglieria M5, venne abbandonato. Un adattamento finale fu il 3 inch M7, che includeva alcune modifiche minori per l'installazione sul M10 Wolverine; prodotto in ben 6.824 esemplari, trovò ampio uso fino alla sostituzione con il 90 mm M3 e il britannico QF 17 pounder.
L'unico esemplare sopravvissuto di cui si ha notizia è esposto presso Fort Sill, Oklahoma City.

## Varianti
- 3 inch Gun M1917 - Cannone originale antiaereo su affusto fisso immesso in servizio nel 1917.
- M1918 - Versione antiaerea mobile, con canna accorciata dell'originale M1917 e nuovo affusto ruotato.
- M1 - Variante del M1918 con anima sostituibile.
- M2 - Variante del M1917 con anima sostituibile.
- M3 - Sviluppo del M1917 con anima sostituibile su affusto mobile simile al M1918.
- T8 e T9 - Varianti sviluppate negli anni trenta, abbandonate in favore del 90 mm M1.
- M4 - Versione del M2 con anima sostituibile più spessa (per semplificarne la produzione).
- M5 - Versione del T9 adattata all'impiego anticarro.
- M6 - Versione del T9 installata sul semovente 3 inch Gun Motor Carriage M5.
- M7 - Versione del M5 per l'installazione sul 3 inch Gun Motor Carriage M10.

## Installazioni su semoventi
- Heavy Tank M6 - cannone M7 su affusto T49[4].
- 3 inch Antiaircraft Gun Carriage T1 - semovente antiaereo sullo scafo dell'autocarro 6×4 Garford 7½ ton[5].
- 3 inch Gun Motor Carriage T1/M5 - cannone M6 su scafo M2[6][7].
- 3 inch Gun Motor Carriage T7 - scafo di carro senza cingoli, ruotato[8].
- 3 inch Gun Motor Carriage T15 - scafo Ford 4×4/6×6[9].
- 3 inch Gun Motor Carriage T20 - scafo M3 Stuart[10].
- 3 inch Gun Motor Carriage T24 - cannone M3, scafo M3 Lee[11].
- 3 inch Gun Motor Carriage T35/M10 - cannone M7 su affusto M5, scafo M4 Sherman[12].
- 3 inch Gun Motor Carriage T40/M9 - cannone M1918, scafo M3 Lee[11]
- 3in Gun Motor Carriage T50.[10].
- 3 inch Gun Motor Carriage T55 - prototipo di semovente ruotato[9].
- 3 inch Gun Motor Carriage T56, T57 - cannone M7, scafo M3A3 Stuart[10].